# (1842) Hynek
(1842) Hynek – planetoida z pasa głównego asteroid okrążająca Słońce w ciągu 3,41 lat w średniej odległości 2,27 au Odkryta 14 stycznia 1972 roku w obserwatorium w Bergedorfie przez Luboša Kohoutka. Nazwa planetoidy pochodzi od imienia ojca odkrywcy i została nadana z okazji jego 70. urodzin.